# Spinnende watertor
De spinnende watertor of spinnende waterkever (Hydrophilus aterrimus) is een kever uit de familie spinnende waterkevers (Hydrophilidae). De soort behoorde lange tijd tot het geslacht Hydrous, waardoor de oude naam veel opduikt in de literatuur. 

## Kenmerken
De kever lijkt sterk op de grote spinnende watertor (Hydrophilus piceus), maar blijft kleiner; de lichaamslengte is ongeveer 32 tot 43 millimeter tegenover 34 tot 47 mm van de grote spinnende watertor. Het uiterlijk is verder gelijk; een zwart en glanzend lichaam met lichte lengtestrepen, zwarte sporendragende poten en lange kaaktasters, die gemakkelijk verward kunnen worden met de antennes.

## Levenswijze
Volwassen kevers zijn herbivoor en eten zowel dode als verse delen van planten. Aan het begin van de zomer legt het vrouwtje eierpakketten gevuld met lucht (er zitten 35-50 eieren in één pakket). De larven zijn zwartbruin, sterk langwerpig, met een rode kop en vrij grote kaken. Ze zwemmen vrij slecht en blijven meestal de hele tijd tussen planten. Ze zijn carnivoor en jagen voornamelijk op waterslakken. Ze doden de prooi met hun sterke kaken. Ze leven voornamelijk in de buurt van de waterkant en kunnen op het land jagen. Volwassenen leiden een semi-aquatische levensstijl.

## Verspreiding
De soort komt voor in een groot deel van het Palearctisch gebied. 